# Elizabeth Fry
Elizabeth Fry, nata Gurney (Norwich, 21 maggio 1780 – Ramsgate, 12 ottobre 1845), è stata una filantropa britannica.
È ricordata per il suo ruolo significativo nella promozione del Goals Act (1823) che imponeva tra l'altro l'utilizzo di guardie femminili per le detenute in modo da proteggerle dallo sfruttamento sessuale.

## Biografia
Nata da un'agiata famiglia quacchera, diffuse le opere di beneficenza a favore di poveri, infermi e carcerati. Insieme a William Passavant si occupò di una serie di istituzioni caritatevoli, in particolare nelle città industrializzate dell'Inghilterra.
S'interessò soprattutto del miglioramento delle condizioni di vita delle detenute; visitò le prigioni di numerosi paesi europei e promosse la riforma del sistema carcerario inglese.
La sua immagine compare sul verso della banconota da 5 sterline britanniche stampata dal 2001 al 2016.